# Hermine Hug-Hellmuth
Pour les articles homonymes, voir Hug.
Hermine Hug-Hellmuth, née le 31 août 1871 à Vienne et morte le 9 septembre 1924 dans la même ville, est une psychanalyste d'enfants autrichienne.

## Biographie
Fille de Hugo Hug, chevalier de Hugenstein — d'une vieille famille catholique noble de militaires — et de Ludowica Leiner/Ludovika Achelpohl (qui décède de la tuberculose en 1883). La fortune familiale pâtit de la crise bancaire de mai 1873.
Instruite d'abord par sa mère, elle suit une scolarité au lycée de 1882 à 1886 qu'elle poursuit par une formation d'institutrice. En 1897 elle s'inscrit à la faculté de philosophie de l'université de Vienne. En 1907, Isidor Sadger, avec lequel elle réalise ultérieurement une analyse, devient le médecin de la famille Hug.
Elle est l'une des premières femmes autrichiennes à obtenir un doctorat de philosophie, mention physique, en soutenant en 1908 une thèse intitulée Untersuchungen über die physikalischen und chemischen Eigenschaften der radioaktiven Niederschläge an der Anode und Kathode. Elle est ensuite institutrice dans une école publique jusqu'en 1910.
Elle écrit dans plusieurs revues psychanalytiques Zentralblatt für Psychoanalyse, Imago. Elle devient collaboratrice permanente de l'Internationale Zeitschrift für (ärztliche) Psychoanalyse, Zeitschrift für Sexualwissenschat, où elle pratique d'abord sous le nom de Dr Hellmuth puis, à partir de 1912, avec son nouveau nom de Hermine Hug-Hellmuth ou encore d'Hermine von Hug-Hellmuth. À partir de 1919 elle travaille au département de pédagogie thérapeutique de la clinique pédiatrique de Vienne. En 1921 elle intervient à l'Institut psychanalytique de Berlin. Chargée de conférences à l’ambulatorium de Vienne, en 1923 elle y dirige l’Erziehungsberatungsstelle.
Dans la nuit du 8 au 9 septembre 1924, peu de temps après avoir terminé d'écrire son ouvrage Neue Wege zum Verständnis der Jugend, Hermine von Hug-Hellmuth meurt étranglée par son neveu Rolf, âgé de 18 ans qu'elle avait élevé puis placé en maison de redressement et qu'elle analysait.

## Activités liées à la psychanalyse
Dès 1906, elle participe à la Société psychologique du mercredi au domicile de Freud.
Elle commence une analyse en 1907, avec Isidor Sadger qui devient son mentor. Elle s'intéresse à la psychanalyse des enfants. Elle publie des articles dans la revue Imago, sur ses recherches psychanalytiques. Elle a été la première à tenter d'appliquer la méthode psychanalytique directement aux enfants.
En 1911, elle publie Analyse eines Traumes eines fünfeinhalbjährigen Jungen qui est son premier écrit psychanalytique et la première occurrence de son pseudonyme. Dans cette étude de cas, elle prend pour objet d'étude Rolf Hug, le fils de sa demi-sœur Antonia Hug. Celle-ci meurt en 1915 et elle devient la tutrice de Rolf Hug.
En 1912, elle publie, à nouveau dans Imago, un article sur ses propres synesthésies intitulé « Über Farbenhören ».
À la demande de Freud, elle crée dans la revue Imago une rubrique intitulée « De la véritable essence de l’âme enfantine » (Vom wahren Wesen der Kinderseele) qui paraît dès le premier numéro, en 28 mars 1912 ; elle annonce la publication d’une série d’articles rapportant des observations concernant ce qu'elle appelait le « génie » enfantin. Conformément à l'objet de la revue, ces recherches présentaient au départ une finalité plus anthropologique que thérapeutique. Elle tient cette rubrique jusqu'en 1921.
À l'automne 1913, elle intègre la Société psychanalytique de Vienne, cooptée après son introduction par Sagter, en mai-juin de la même année. Ses interventions sont rapportées dans les Minutes de la Société.
En 1919, elle fait publier dans un style pseudo-enfantin le « Tagebuch eines halbwüchsigen Mädchens von 11 bis 14 ½ Jahren » (« Journal d’une adolescente de 11 à 14 ans et demi »), qu'elle présente comme le récit authentique d'une adolescente, Grete Lainer, écrit à l’intention de sa meilleure amie Hella. Ce récit sera traduit en français par Clara Malraux, avec une préface de S. Freud, et publié en 1928 par Gallimard sous le titre Journal psychanalytique d’une petite fille. Selon Alain de Mijolla, le texte publié chez Gallimard sous ce titre est « “adapté” plus que seulement traduit par Clara Malraux ».
En 1920 au VIe congrès international de l'Association psychanalytique internationale à La Haye, elle prononce un exposé publié sous le titre « De la technique de l’analyse d’enfant », où elle expose ses théorisations de la cure de l’enfant. À l'issue de cette présentation elle affirme qu'il est impossible pour quiconque d'analyser correctement son propre enfant,.
En 1924 elle publie Neue Wege zum Verständnis der Jugend (« Voies nouvelles pour la compréhension de la jeunesse »).

## «Journal d'une adolescente de 11 à 14 ans et demi»
En 1919, sous le pseudonyme de « Grete Lainer », elle publie Journal psychanalytique d'une petite fille (dans la traduction de Clara Malraux), texte très influencé par la psychanalyse, qui connait un succès important. Une lettre de Freud de 1915 en constitue la préface.
Dans sa réédition de 1923, Hermine von Hug Hellmuth révèle que c'est elle qui a trouvé et fait publier le document qu'elle présente comme authentique.
Dès sa publication en 1919, aux éditions Internationaler Psychoanalytischer Verlag, le texte vaut à Hug-Hellmuth une certaine notoriété ; il est réédité en 1919, 1921 et 1922, accompagné d'une préface de Hug-Hellmuth. Ce n'est toutefois que dans la troisième édition que la préface fait apparaître son nom. Lou Andreas-Salomé, Stefan Zweig et Helene Deutsch en font des comptes rendus élogieux ; malgré les doutes qui déjà s'élevaient, Hug-Hellmuth maintient jusque dans la préface à la troisième édition en 1922 que le livre est le témoignage authentique d'une jeune fille, Véra. Elle explique qu'elle ne peut produire le manuscrit du journal, qu'elle a détruit après le décès de Véra, conformément aux volontés de celle-ci,.
Des doutes récurrents quant à l'authenticité du document émanent pourtant de Siegfried Bernfeld, les psychologues allemands Karl Bühler et Charlotte Bühler.
Charlotte Bühler, spécialiste des journaux intimes des jeunes, exprime ses doutes quant à l'authenticité du témoignage dès 1921 dans Das Seelenleben des Jugendlichen. En 1922, elle publie le Tagebuch eines jungen Mädchens, qui se veut une réponse à celui de Hug-Hellmuth. La critique de Bühler se fait plus insistante à l'occasion de la parution de la quatrième édition — posthume — du livre d'Hug-Hellmuth en 1927,.
Traduit en anglais par Eden et Cedar Paul, le livre, qui reprend en guise de préface la lettre de Freud de 1915, est publié à New-York en 1921 par Thomas Seltzer sous le titre A Young Girl's Diary. Les critiques les plus perspicaces et incisives viennent de Cyril Burt, psychologue de l’éducation britannique et spécialiste de la délinquance juvénile. Amplifiant les rumeurs autour du fameux « Journal », la mort tragique d'Hermine Hug von Hugenstein, incite Freud à retirer celui-ci de la vente en 1927.
Il est avéré que le journal est un faux, fondé sur les registres de Hug-Hellmuth eux-mêmes, ce qu'elle n'a jamais reconnu. Il est aujourd'hui vendu comme une fiction avec la mention qu'il s'agit d'une « autobiographie déguisée ». D'après Alain de Mijolla, il représente en fait aujourd'hui un témoignage intéressant sur les rapports familiaux de mise dans le milieu bourgeois à Vienne à la naissance de la psychanalyse.

## L'assassinat d'Hermine par son neveu Rolf
Le 9 septembre 1924 au matin, Magdalena Kittner et un serrurier découvrent le corps d'Hermine à son domicile du 10 Lustkandlgasse. Sur indication de Sadger, les soupçons se dirigent vers Rolf qui fut rapidement retrouvé, en possession de  2 600 000 couronnes et d'une montre en or appartenant à sa tante. Le procès de Rolf commence le 3 mars 1925 ; Isidor Sadger est témoin à charge ; les détails du procès sont repris dans la presse viennoise. Condamné à douze années de réclusion, Rolf bénéficie en septembre 1930 d'une liberté conditionnelle. Se considérant comme « victime de la psychanalyse » il réclame des dommages financiers au président de la Société psychanalytique de Vienne, Paul Federn. Celui-ci le met en rapport avec Eduard Hitschmann qui lui recommande de suivre une psychanalyse avec Helene Deutsch, ce qu'il ne fit pas. Par contre, il importune celle-ci, qui doit se faire protéger par un détective privé. On perd sa trace après 1933,.
L'assassinat d'Hermine par son neveu fut utilisé, notamment par William Stern, Alfred Adler et Wilhelm Stekel, comme argument contre la psychanalyse d'enfants.

## Publications
- (de) Aus dem Seelenleben des Kindes. Eine psychoanalytische Studie, Leipzig/ Wien, 1913.
- (de) (éd.) Tagebuch eines halbwüchsigen Mädchens, Internationaler Psychoanalytischer Verlag, Leipzig/ Wien, 1919, en version originale sur le Projet Gutenberg consulté le 11 novembre 2020 [lire en ligne]
- (de) Neue Wege zum Verständnis der Jugend. Psychoanalytische Vorlesungen für Eltern, Lehrer, Erzieher, Schulärzte, Kindergärtnerinnen und Fürsorgerinnen, Fr. Deuticke, Leipzig/ Wien, 1924.

### Traductions françaises
- Destin et écrits d'une pionnière de la psychanalyse des enfants, Payot, Paris, 1991
- Journal d'une petite fille, Denoël, Paris, 1988
- Essais psychanalytiques, Payot, 1991  (ISBN 2228884510)